# Amiga CD32
Amiga CD³²（アミーガシーディーサンジュウニ）は、1993年9月にコモドールから発売されたゲーム機である。

## 概要
ヨーロッパ初の32ビット次世代機である。コモドール社が発売していたパソコンAmigaシリーズ（Amiga 1200）の技術をもとにしており、サードパーティ製のマウスやキーボードを接続することでフルスペックのAmiga 1200相当にバージョンアップすることも出来た。Amiga 1200と互換性があるほか、前世代機のCommodore CDTVとも互換性がある（CPUの速度やOSのバージョンが違うために動かないソフトもある）。
CD-ROMベースのゲーム機として、発売直後となる1993年度のクリスマス商戦では特にイギリスで好調なセールスを見せたが、次世代機戦争が本格化した1994年になると勢いを失い、リリースから半年後となる1994年4月にコモドール社が倒産したことで展開が終了した。
事実上、Amigaシリーズ最後のハードにして、コモドール社最後のハードとなった。コモドール倒産までに10万台ほど売れたと推測されている。

## 歴史
パソコンのAmigaシリーズを擁するコモドール社は1990年代中ごろの次世代機ムーブメントが始まる以前からCDベースのマルチメディア機器に興味を示しており、オランダフィリップス社のCD-iに対抗してCommodore CDTVと言うマルチメディア機器を1991年にリリースしたが、「マルチメディア機」と言うコンセプトが明確ではなくコンシューマーにアピールできずに商業的に失敗した。そこでマルチメディアと言う曖昧な商品を開発するのを避け、ゲーム機として開発されたのがAmiga CD32である。Amigaシリーズの初代機が元々パソコンではなくゲーム機として企画されていた経緯を考えると、ある意味Amigaシリーズの原点回帰を狙った製品である。
世界初の32ビットゲーム機を標榜していた（が、実際はFM TOWNS マーティーの方が早い）。また、拡張モジュールとして当時最先端だったMPEG-1デコーダーがある。これでビデオCDを用いた映画の視聴が出来る、と言うのが売り文句だった。
コモドールはIBM PCやMacintoshとのシェア争いに負けた結果、1993年時点で既に北米市場のシェアを失っており、ヨーロッパを中心に販売戦略を展開していたが、それすらも失いつつあったため、ライバル機としては当時欧州で最も普及していた家庭用ゲーム機であるセガのメガドライブ、およびメガドライブのCDドライブ拡張機能であるメガCDが想定されていた。コモドール社はハードウェアメーカーらしく、メガドライブに対してAmiga CD32のハードウェア優位性を強調する販売戦略を取ったが、Amiga CD32はスペック的には旧世代のAmiga 1200そのままで、メガCDはともかく次世代機のAtari Jaguarや3DOと比較すると性能面で後塵を拝しており、アメリカでは1993年のクリスマス商戦で既に3DOやAtari Jaguarなどの次世代機が発売されていたなど（欧州での発売は翌1994年）、当時ゲーム業界では次世代機に向けた動きが盛んであったため、欧州のゲームファンに対するAmiga CD32のインパクトはさほど無かったのも事実である。
Amiga CD32の前世代機であるCDTVは、CD-ROMドライブを搭載したマルチメディア機を謳いつつも実際はAmiga 500のハードの流用であったため、それを知ったAmigaユーザーはわざわざCDTVを買うのではなくAmiga 500対応のCD-ROMドライブがリリースされるのを待つことにして買い控える結果となった、と言うことがあった（CDTV用ソフトにも対応したAmiga 500用CD-ROMドライブは1992年にAmiga A570としてコモドールからリリースされ、その時点でCDTVの存在意義は完全に無くなった）。前世代機でこのような失敗を犯していたにもかかわらず、Amiga CD32も基本的にはAmiga 1200のハードウェアの流用であり、Amiga 1200のAGAチップセットをベースにカスタムチップ"Akiko"を積んだCD-ROMドライブを接続しただけの代物であった。その時点でAmigaユーザーにとってはAmiga CD32の存在意義は無かった。
また1993年当時はFPSや対戦型格闘ゲームなどの新ジャンルがゲーム市場で勃興しつつあったが、Amiga 500以来の欧州の中小スタジオがメインであるサードパーティーたちには新ジャンルを開拓する力は無く、結果としてAmiga CD32はヨーロッパ初の32ビット次世代機でありながら、旧Amiga用にフロッピーベースとしてリリースされたゲームを、単にムービーやCD音源を付け加えたCD-ROMベースとして移植しただけの作品が多かったことも次世代機としてのヒットに結びつかなかった一因である。
Amiga CD32の失敗の原因としては上記のようなマーケティング上の不備があり、アメリカにも出荷が予定されていたが特許問題が発生したために販売が許可されず、解決に手間取っている間にコモドールは倒産してしまう。パソコン事業で苦戦していたコモドールにとってはゲーム機事業が最後の希望であったが、ヨーロッパ市場でのAmiga CD32の売り上げはコモドールの経営を支えるまでには至らなかった。
とは言え1993年当時はまだ本格的な次世代機戦争が始まる前であり、その頃欧州で最も普及していたCD-ROMゲーム機であるメガCDの販売台数が数十万台だったことを考えると、CD-ROMゲーム機としてのAmiga CD32はそれなりに好調であった。特にAmigaの人気の高かったイギリスでは1993年度のクリスマス商戦でメガCDを上回る38%の市場シェアを獲得し、CD-ROMドライブを搭載したゲーム機としては最も販売台数が多かったという。リリースから半年後に製造元が倒産した不遇のゲーム機ではあるが、むしろ1993年のクリスマス商戦におけるAmiga CD32の利益によって死に体のコモドールが半年間延命できたとも言える。
サードパーティー製の『ZOOL』などが良作ゲームとして知られている。特にイギリスやドイツなどではAmigaシリーズの人気が絶大だったこともあり、製造元の倒産や普及台数にもかかわらず、ソフトウェアの供給は1997年頃まで続いた。

## 周辺機器

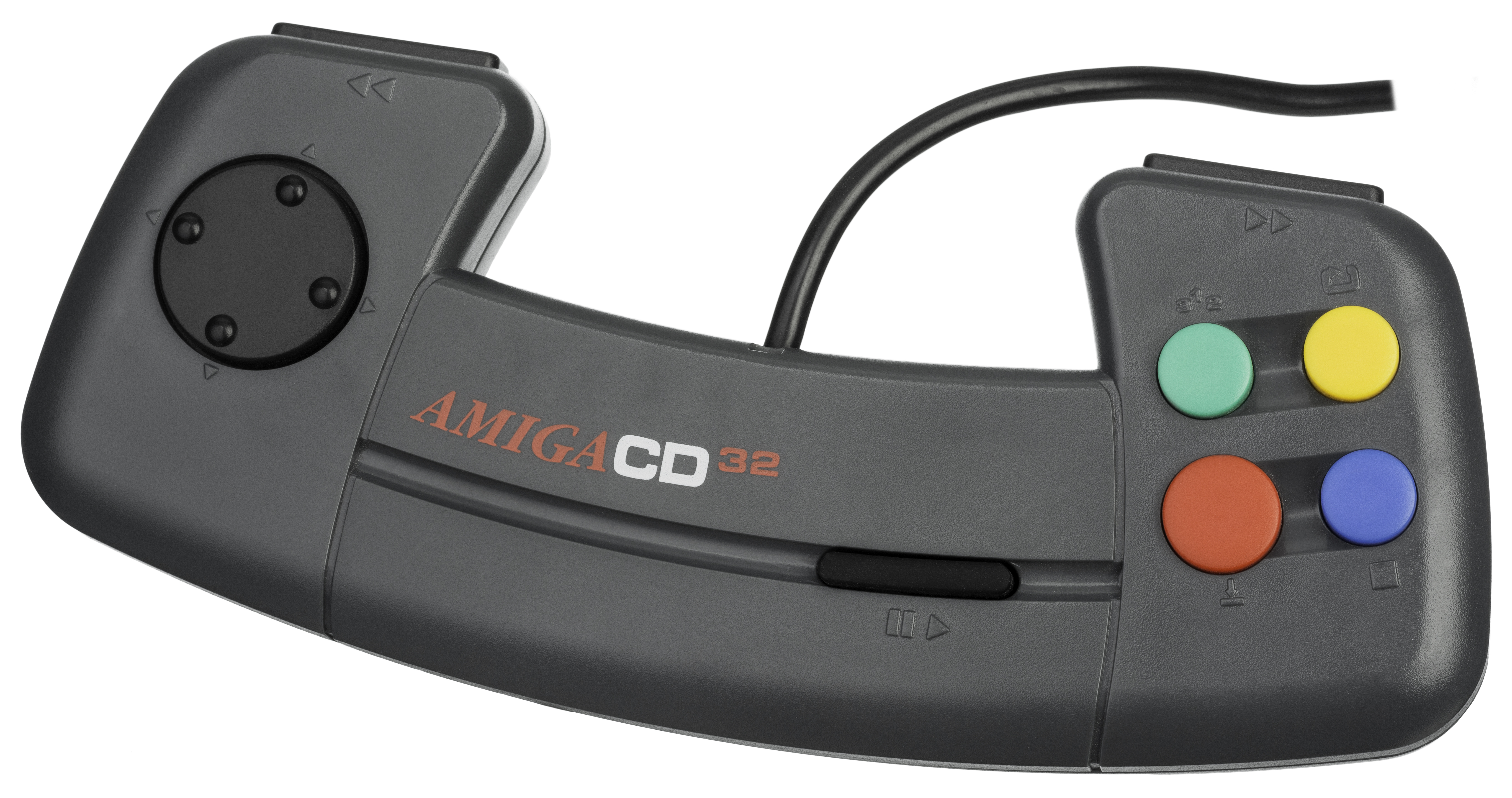
コントローラ